# Рожкин, Василий Яковлевич
Васи́лий Я́ковлевич Ро́жкин (26 февраля 1914, д. Верхний Кадам, Яранский уезд, Вятская губерния — 9 мая 1983, с. Кужмара, Звениговский район, Марийская АССР) — марийский советский поэт, педагог, член Союза писателей СССР с 1939 года. Заслуженный учитель школы РСФСР (1965). Участник Великой Отечественной войны. Член ВКП(б) с 1944 года.

## Биография
Родился 26 февраля 1914 года в д. Верхний Кадам ныне Советского района Марий Эл в бедной крестьянской семье. В детстве пастушил, батрачил. После краткосрочных курсов по подготовке учителей начальных классов учительствовал в Лужбелякской начальной школе Оршанского района Марийской автономной области. В 1935—1937 годах учился на рабфаке при Марийском педагогическом институте, в 1939 году окончил Марийский учительский институт.
Во время работы в Немдинской школе Новоторъяльского района Марийской АССР в январе 1940 года был призван в РККА. Участник Великой Отечественной войны: телефонист стрелковой дивизии, рядовой, участвовал в обороне Ленинграда и Пскова, освобождении Польши и Германии. Был неоднократно ранен, в апреле 1945 года в боях под Берлином получил тяжёлое ранение и в течение 2,5 лет лечился в госпиталях. В 1944 году вступил в ВКП(б).
В 1947 году вернулся на малую Родину. С этого времени вплоть до выхода на пенсию в 1975 году проработал учителем марийского языка и литературы в Кужмарской средней школе Звениговского района. В 1959 году окончил Марийский государственный педагогический институт имени Н. К. Крупской.
Умер 9 мая 1983 года, похоронен на кладбище с. Кужмара Звениговского района Марий Эл.

## Литературное творчество
Писать начал в 1934 году заметки и статьи, стихи и рассказы публиковались в марийских журналах и газетах, коллективных сборниках. В 1939 году издал первый сборник стихов «Пеледме муро» («Песня цветения»). В том же году был принят в Союз писателей СССР.
В годы войны его поэтические произведения публиковались в марийских периодических изданиях, выходивших в Йошкар-Оле. Стихи военного периода вошли в сборник «Боевое знамя» (1945).
В 1960—1970-х годах издал 2 сборника стихов, несколько поэм, писал мемуарные очерки и статьи.

## Основные произведения
Далее представлен список основных произведений В. Рожкина на марийском языке и в переводе на русский язык:

### На марийском языке
- Пеледме муро: стих-шамыч [Песня цветения]. — Йошкар-Ола, 1939. — 80 с.
- Боевой знамя: фронтовой почеламут сборник [Фронтовые стихи]. — Йошкар-Ола, 1945. — 36 с.
- Сеҥымаш муро: почеламут сб. [Песня победы]. — Йошкар-Ола, 1948. — 96 с.
- Мӱкш отарыште: поэма [На пасеке] // Пиалан улына. — Йошкар-Ола, 1950. — С. 36-41.
- Поро эр, шочмо эл!: почеламут-влак [Доброе утро, страна родная!]. —Йошкар-Ола, 1964. — 48 с.
- Шым коммунар: поэма [Семь коммунаров] // Ончыко. — 1967. — № 5. — С. 23—29.
- Тау!: ойырен налме почеламут ден поэма-влак [Спасибо!]. — Йошкар-Ола, 1976. — 128 с.

### В переводе на русский язык
- Дума солдата: стихи / пер. А. Казакова // Песня, ставшая книгой. — М., 1982. — С. 375—376.
- Друзьям-поэтам; Граната; Йошкар-Ола: стихи / пер. Э. Левонтина, А. Казакова, С. Золотцева // Соловьиный родник. — Йошкар-Ола, 1984. — С. 84—87.
- Любовью окрылённый; Когда Отчизна дорога; Ты свети мне: стихи / пер. В. Панова // Братство песенных сердец. — Йошкар-Ола, 1990. — С. 32—33.

## Звания и награды
- Заслуженный учитель школы РСФСР (1965)[2][4]
- Заслуженный учитель школы Марийской АССР
- Орден Красной Звезды (21.03.1945)[2][3]
- Медаль «За боевые заслуги» (22.04.1944)[2][5]
- Медаль «За победу над Германией в Великой Отечественной войне 1941—1945 гг.» (09.05.1945)
- Медаль «За доблестный труд. В ознаменование 100-летия со дня рождения Владимира Ильича Ленина»
- Почётная грамота Президиума Верховного Совета Марийской АССР (1974)[2][4]

## Память
- В Кадамской средней общеобразовательной школе Советского района Марий Эл в честь поэта установлена мемориальная доска[6].
- Ежегодно в д. Кадам Советского района Марий Эл проводится районный конкурс чтецов «Рожкинские чтения»[7][8].
- 25 февраля 2014 года к 100-летию со дня рождения поэта в д. Кадам Советского района Марий Эл состоялся праздник «Улат эре шӱмыштына» («Ты всегда в наших сердцах»)[6].